# Escala ZZ
A escala ZZ, é uma escala comumente usada para trens de brinquedo e ferromodelismo. Ela pertence à classe de modelos miniaturizados (classificados como "sub-Z"). 

## Histórico
A escala ZZ, na relação 1:300, era a menor desde o seu lançamento em 2005 até a introdução da escala T em 2007.
Em 2005, a fabricante japonesa Bandai lançou modelos de ferromodelismo na escala ZZ para competir com a escala Z lançada pela Märklin, e em 2011, já oferecia seis diferentes conjuntos de trens, todos com pistas ovais e construções auxiliares, estas últimas também na escala 1:285.

## Tecnologia
As pistas são feitas de plástico. Os trens são alimentados por uma pilha do tipo "botão" e um micro motor sobre o eixo trator, e um botão liga/desliga na parte superior. 

## Modelos
São oferecidos três diferentes tipos de trens Shinkansen: o Hikari, o Hikari e o Hikari, e também três locomotivas: a N'EX série 253, a E231 Yamanotesen e a série 485-300.

## Galeria
- Comparação das escalas TT, ZZ e T.
- Comparação das escalas ZZ, T e TY.
- Diorama de um trem saindo de um túnel na escala ZZ.